# North American Biathlon Rollerski Cup 2010
Der North American Biathlon Rollerski Cup 2010 wurde in jeweils zwei Rennen für Frauen und Männer in Jericho ausgetragen und bildete das Nordamerikanische Äquivalent des IBU-Sommercups 2010 in Europa.

## Ergebnisse Frauen-Wettbewerbe
| North American Biathlon Rollerski Cup in Jericho, 7. August 2010 – 8. August 2010 | North American Biathlon Rollerski Cup in Jericho, 7. August 2010 – 8. August 2010 | North American Biathlon Rollerski Cup in Jericho, 7. August 2010 – 8. August 2010 | North American Biathlon Rollerski Cup in Jericho, 7. August 2010 – 8. August 2010 | North American Biathlon Rollerski Cup in Jericho, 7. August 2010 – 8. August 2010 |
| --------------------------------------------------------------------------------- | --------------------------------------------------------------------------------- | --------------------------------------------------------------------------------- | --------------------------------------------------------------------------------- | --------------------------------------------------------------------------------- |
| Datum                                                                             | Disziplin                                                                         | Erster Platz                                                                      | Zweiter Platz                                                                     | Dritter Platz                                                                     |
| 7. August 2010 (Sa.)                                                              | 7,5 km Rollski-Sprint                                                             | Tracy Barnes                                                                      | Lanny Barnes                                                                      | Laura Spector                                                                     |
| 8. August 2010 (So.)                                                              | 10 km Rollski-Verfolgung                                                          | Tracy Barnes                                                                      | Lanny Barnes                                                                      | Hannah Dreissigacker                                                              |

## Ergebnisse Männer-Wettbewerbe
| North American Biathlon Rollerski Cup in Jericho, 7. August 2010 – 8. August 2010 | North American Biathlon Rollerski Cup in Jericho, 7. August 2010 – 8. August 2010 | North American Biathlon Rollerski Cup in Jericho, 7. August 2010 – 8. August 2010 | North American Biathlon Rollerski Cup in Jericho, 7. August 2010 – 8. August 2010 | North American Biathlon Rollerski Cup in Jericho, 7. August 2010 – 8. August 2010 |
| --------------------------------------------------------------------------------- | --------------------------------------------------------------------------------- | --------------------------------------------------------------------------------- | --------------------------------------------------------------------------------- | --------------------------------------------------------------------------------- |
| Datum                                                                             | Disziplin                                                                         | Erster Platz                                                                      | Zweiter Platz                                                                     | Dritter Platz                                                                     |
| 7. August 2010 (Sa.)                                                              | 10 km Rollski-Sprint                                                              | Jean-Philippe Leguellec                                                           | Bill Bowler                                                                       | Mark Johnson                                                                      |
| 8. August 2010 (So.)                                                              | 12,5 km Rollski-Verfolgung                                                        | Jean-Philippe Leguellec                                                           | Marc-André Bédard                                                                 | Bill Bowler                                                                       |